# Catedral de Naumburg

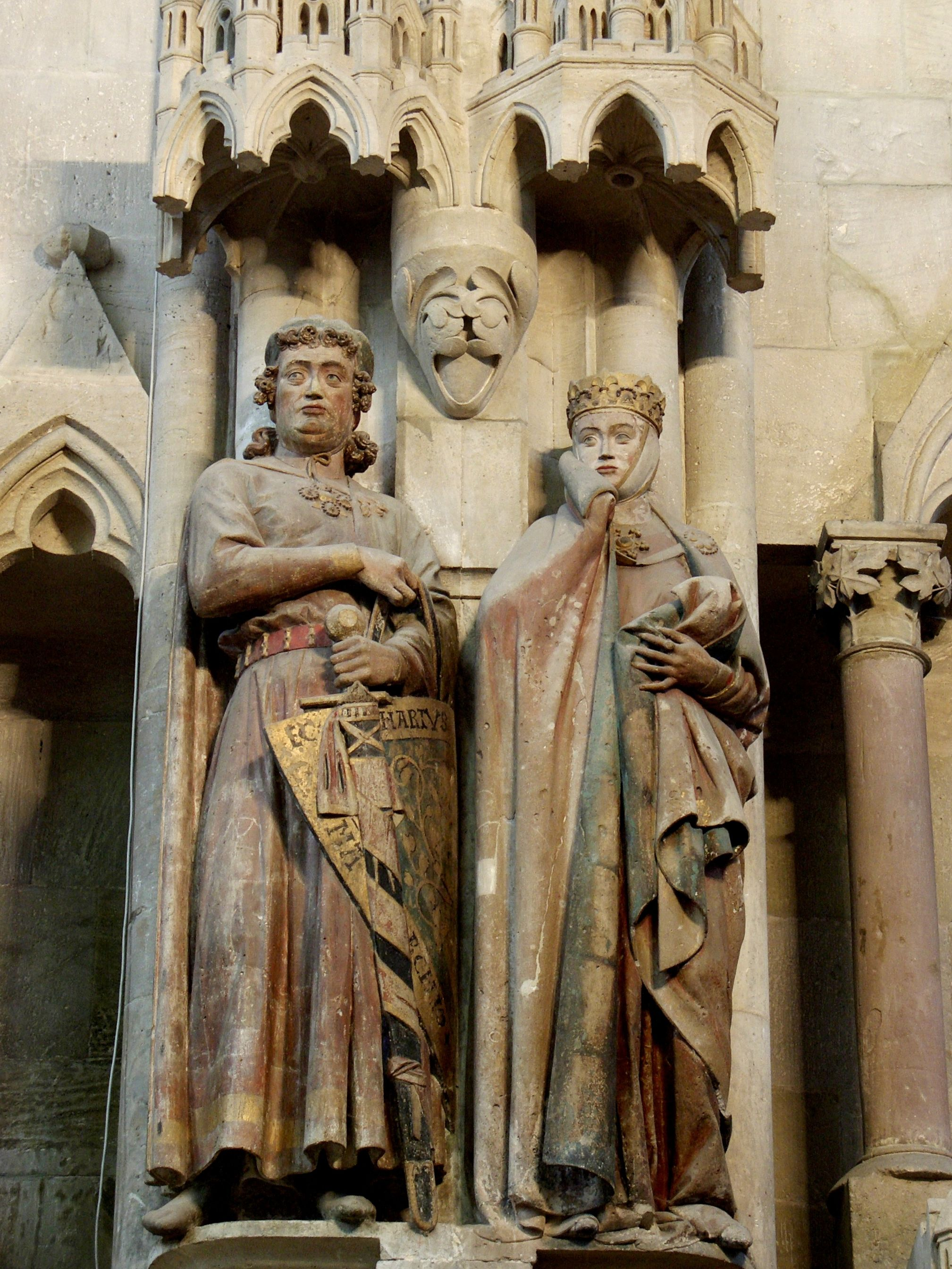
Retratos de Ekkehard II e Uta de Ballenstedt no interior da Catedral de Naumburg

A Catedral de São Pedro e São Paulo de Naumburg, ou, na sua forma portuguesa, de Naumburgo, é um importante monumento do românico-gótico alemão. Foi erguida a partir de 1028 e consagrada em 1044. A catedral é famosa principalmente pela sua estatuária decorativa no interior, com retratos de doze dos seus fundadores que estão entre os primeiros retratos naturalistas do Alto Gótico. Outra de suas atrações é grade do coro, ricamente entalhada.
Foi classificada pela UNESCO como Património Mundial em 2018.